# Predosa
Predosa (La Përiosa; IPA: [lä p(ə)ˈɾjʊzä], in piemontese) è un comune italiano di 1 899 abitanti della provincia di Alessandria, in Piemonte, situato sulla sinistra del fiume Orba. Posta tra le città di Ovada, Alessandria e Novi Ligure, Predosa è uno dei comuni principali dell'Alessandrino, regione geografica del Basso Piemonte che prende il nome dal capoluogo Alessandria.

## Storia
Zona di confine del territorio del comune di Alessandria, veniva considerato parte del quartiere di Gamondio e fino al XV secolo seguì le sorti della città.
Occupato da Filippo Spinola e Luigi de Montagna Castro Pallavicini, per conto di Guglielmo di Monferrato, nel 1450, fu avamposto monferrino per incursioni nel territorio del Ducato di Milano, allo scopo di danneggiare il commercio tra Alessandria e il capoluogo lombardo.
Assediato da Corrado da Fogliano, con la collaborazione dei genovesi del doge Pietro Campofregoso, lo Spinola resistette asserragliato nel castello predosino. La mancata espugnazione del borgo fece venir meno l'appoggio dei genovesi e fu l'inizio del deterioramento dei rapporti tra la Repubblica di Genova e il Ducato di Milano. Nel frattempo, lo Spinola, attirato con l'inganno alla corte del duca, sparì in circostanze misteriose.
Nel 1454, con la pace di Venezia, Predosa tornò a far parte del Ducato di Milano. Nel 1470 fu infeudato alla famiglia Beccaria, che lo mantenne fino al 1591. Alla morte di Aureliano Beccaria fu oggetto di una contesa giudiziaria tra Milano, la figlia del Beccaria e la veneranda Congregazione di San Paolo Decollato di Pavia, nominata erede universale a scapito della figlia.

Messo praticamente in vendita, il borgo fu acquistato con regolare contratto dal marchese Ludovico Guasco di Solero il 18 settembre 1619.
Nel 1707 passò ai Savoia e da allora seguì le sorti del Regno Sabaudo.
Solo nel 1929 acquisì - dal Comune di Alessandria - i territori collinari di Castelferro e Mantovana, e per compenso quello pianeggiante di Retorto.

### Castelferro
Cronologia storica
- 900 Castrum ferri è incluso nel territorio di Gamondio, attuale Castellazzo Bormida.
- 1168 partecipa, con altri comuni della Lega lombarda alla costruzione di Alessandria, per la difesa contro il Barbarossa, ed entra a far parte del territorio di questa città pur avendone discontinuità territoriale.
- 1576 pur in precarie condizioni è già citata la chiesa di S. Maria Vergine.
- 1629 la peste riduce la popolazione a poco più di 400 abitanti, la metà di quelli già presenti sul territorio. Passata la pestilenza si inizia a coltivare il terreno a vite e granturco.
- 1682 viene costituita la Confraternita della Santissima Trinità.
- 1683 Castelferro viene infeudata al Conte Luca Pertusati.
- 1702 rifacimento della facciata della Parrocchiale.
- 1712 viene costituito il Monte della farina per combattere l'usura.
- 1799 partecipazione della popolazione ai moti contadini contro i francesi.
- 1802 costruzione dell'attuale campanile.
- 1879 costituzione della Società di mutuo soccorso
- 1879 costruzione dell'Asilo infantile.
- 1913 abbattimento della vecchia Parrocchiale, inizio dei lavori della nuova dopo più di dieci anni di raccolta dei fondi necessari.
- 1921 apertura al culto nella nuova Parrocchiale.

### Mantovana
Le notizie su Mantovana risalgono al 1500. Compresa nel territorio del Ducato di Monferrato e di Mantova sarebbe stata costituita per volontà dei Gonzaga come insediamento a difesa dei confini, ovvero come ampliamento della Cascina Mantoana di proprietà della famiglia dei Gandini esiliata da Mantova.

La chiesa, ampliata a più riprese, sorta come Cappella e benedetta nel 1776 venne eretta a Parrocchia nel 1921.

La Cantina sociale venne fondata nel 1955 e dotata di moderni sistemi di stoccaggio e lavorazione delle uve. Particolarmente apprezzata la sua produzione DOC da uve rosse.

### Simboli
Lo stemma e il gonfalone del comune di Predosa sono stati concessi con decreto del presidente della Repubblica del Decreto del 28 aprile 1971.

## Monumenti e luoghi d'interesse
- Biblioteca comunale Achille Pesce
- Chiesa parrocchiale della Natività di Maria Vergine
- Oratorio della Confraternita di San Sebastiano

### Il Museo dell'oro
Il Museo dell'oro è costituito da due sale nei locali messi a disposizione dall'amministrazione comunale. Nella prima sala sono illustrati i giacimenti auriferi primari di tutta Italia, nella seconda i depositi alluvionali della Val Padana.
La storia dei singoli giacimenti è illustrata da documenti, alcuni dei quali risalgono al Seicento, da carte topografiche, da titoli minerari del XIX e XX secolo, da una raccolta bibliografica, da opuscoli, giornali, foto e attrezzi usati dai cercatori d'oro.
Sono esposti anche campioni d'oro rinvenuti nel torrente Orba e minerali auriferi, nonché scaglie e polveri d'oro raccolte in diversi fiumi.

### Parco paesaggistico dell'Orba
Terre d'Orba dipinte da Cesare Viazzi, fotografate b/n da Elisabetta Goggi, è la esposizione - allestita nel Palazzo Comunale nel luglio 2011 - che mostra come questo paesaggio, dopo più di un secolo, nonostante lo sviluppo, sia rimasto incontaminato.

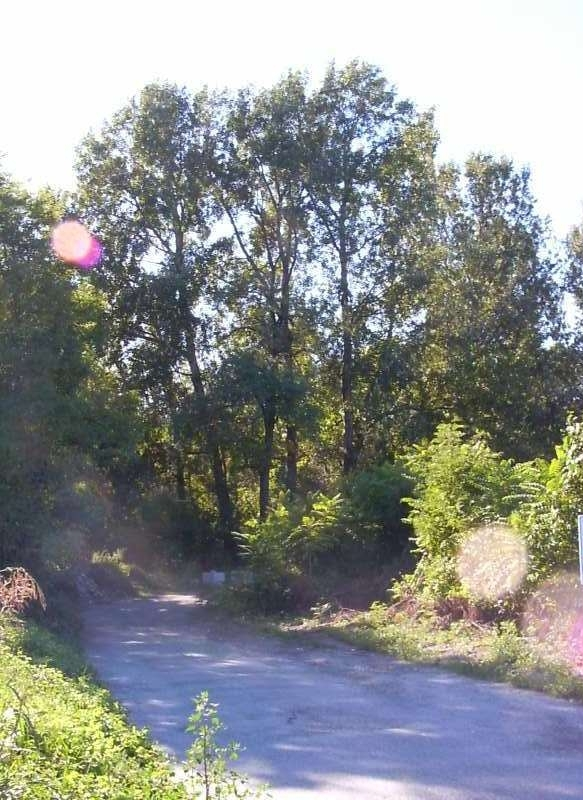
La strada del bue
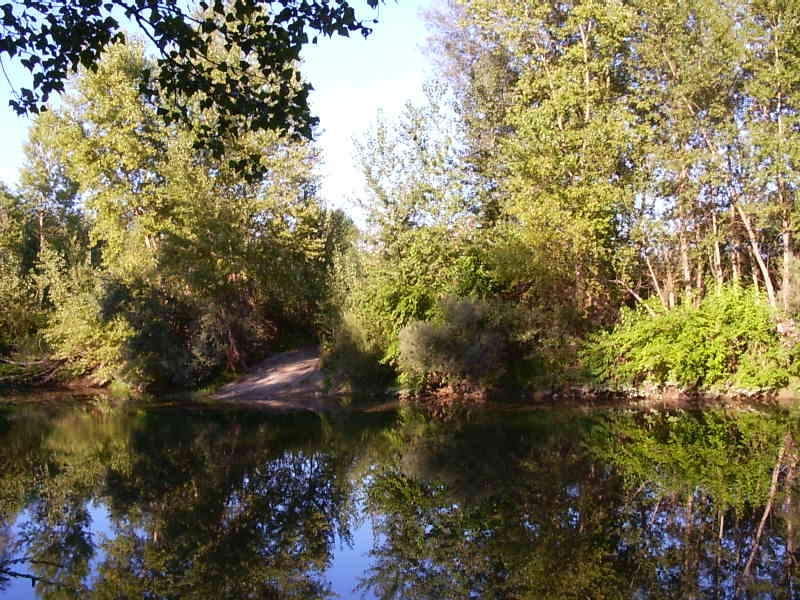
Attracco del vecchio traghetto di Retorto
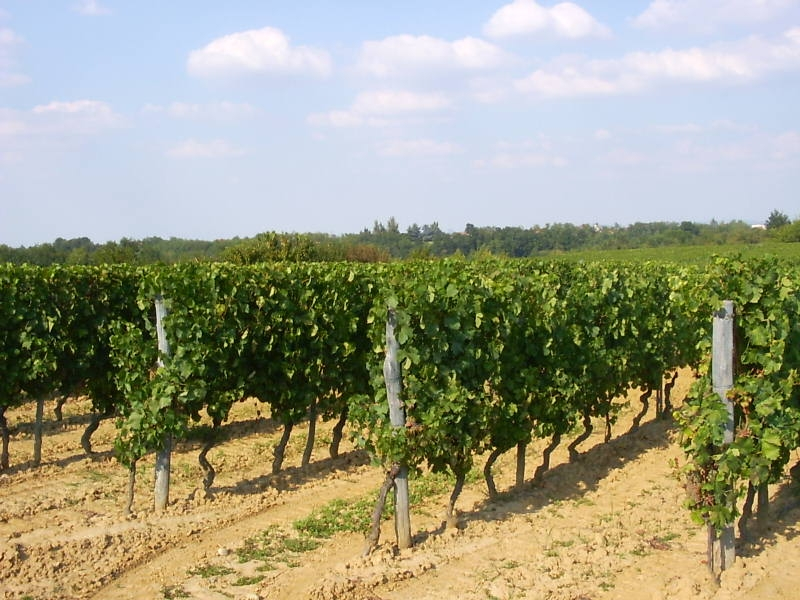
Vecchio vigneto

ricca d fadijja, d sentimènt e unùr,

pü povra d sod, mò chi c'u sò

quant c'l-era grand, di nočč vaǧǧ, l'amùr

par u so paìS...

Tantu tant..., da smijaj in paradiS»
(Giovanni Demicheli)

## Società

### Evoluzione demografica
Abitanti censiti

## Cultura

### Feste e ricorrenze
- Festa di S. Sebastiano, co-patrono di Predosa, la terza domenica di gennaio (tradizionale pranzo a base di agnolotti nei locali della parrocchia).
- Sagra della fragola, durante il mese di giugno, a cura della Pro Loco Predosa.
- Fiera di S. Maria Maddalena, co-patrona di Predosa, la terza domenica di luglio, a cura della Pro Loco Predosa.

Cesare Viazzi (Alessandria 1857 - Predosa 1943) Il bue

- Sagra gastronomica a Mantovana, la seconda domenica di agosto, per la festa patronale di S. Lorenzo.
- Sagra del Salamino d'asino a Castelferro, la terza domenica di agosto, a cura della Polisportiva M. Denegri per la festa patronale dell'Assunta.
- Festa patronale della Natività di Maria (8 settembre), con processione figurata.

## Infrastrutture e trasporti
Predosa è attualmente servita da corse dell'autolinea 62 - Alessandria - Predosa - Ovada esercita dalla società ARFEA.
In passato la cittadina era attraversata dalla tranvia Novi Ligure-Ovada, le cui corse cessarono nel 1953.
Nel 2012 la Regione Piemonte ha sospeso anche il servizio Trenitalia sulla ferrovia Alessandria - Ovada, lungo la quale esiste una fermata ferroviaria a servizio di Predosa.

## Amministrazione
Di seguito è presentata una tabella relativa alle amministrazioni che si sono succedute in questo comune.
| Periodo        | Periodo        | Primo cittadino   | Partito                                 | Carica  | Note  |
| -------------- | -------------- | ----------------- | --------------------------------------- | ------- | ----- |
| 31 maggio 1985 | 19 maggio 1990 | Carlo Tagliafico  | Democrazia Cristiana                    | Sindaco | [ 7 ] |
| 19 maggio 1990 | 24 aprile 1995 | Carlo Tagliafico  | Democrazia Cristiana                    | Sindaco | [ 7 ] |
| 24 aprile 1995 | 14 giugno 1999 | Carlo Tagliafico  | centro                                  | Sindaco | [ 7 ] |
| 14 giugno 1999 | 14 giugno 2004 | Giancarlo Sardi   | lista civica                            | Sindaco | [ 7 ] |
| 14 giugno 2004 | 8 giugno 2009  | Mario Trucco      | lista civica                            | Sindaco | [ 7 ] |
| 8 giugno 2009  | 25 maggio 2014 | Giancarlo Sardi   | lista civica Vivere Predosa             | Sindaco | [ 7 ] |
| 27 maggio 2014 | 27 maggio 2019 | Giancarlo Rapetti | lista civica Il comune che vorrei       | Sindaco | [ 7 ] |
| 27 maggio 2019 | 9 giugno 2024  | Maura Pastorino   | lista civica Uniti per crescere insieme | Sindaco | [ 7 ] |
| 9 giugno 2024  | in carica      | Maura Pastorino   | lista civica Uniti per crescere insieme | Sindaco | [ 7 ] |

## Galleria d'immagini

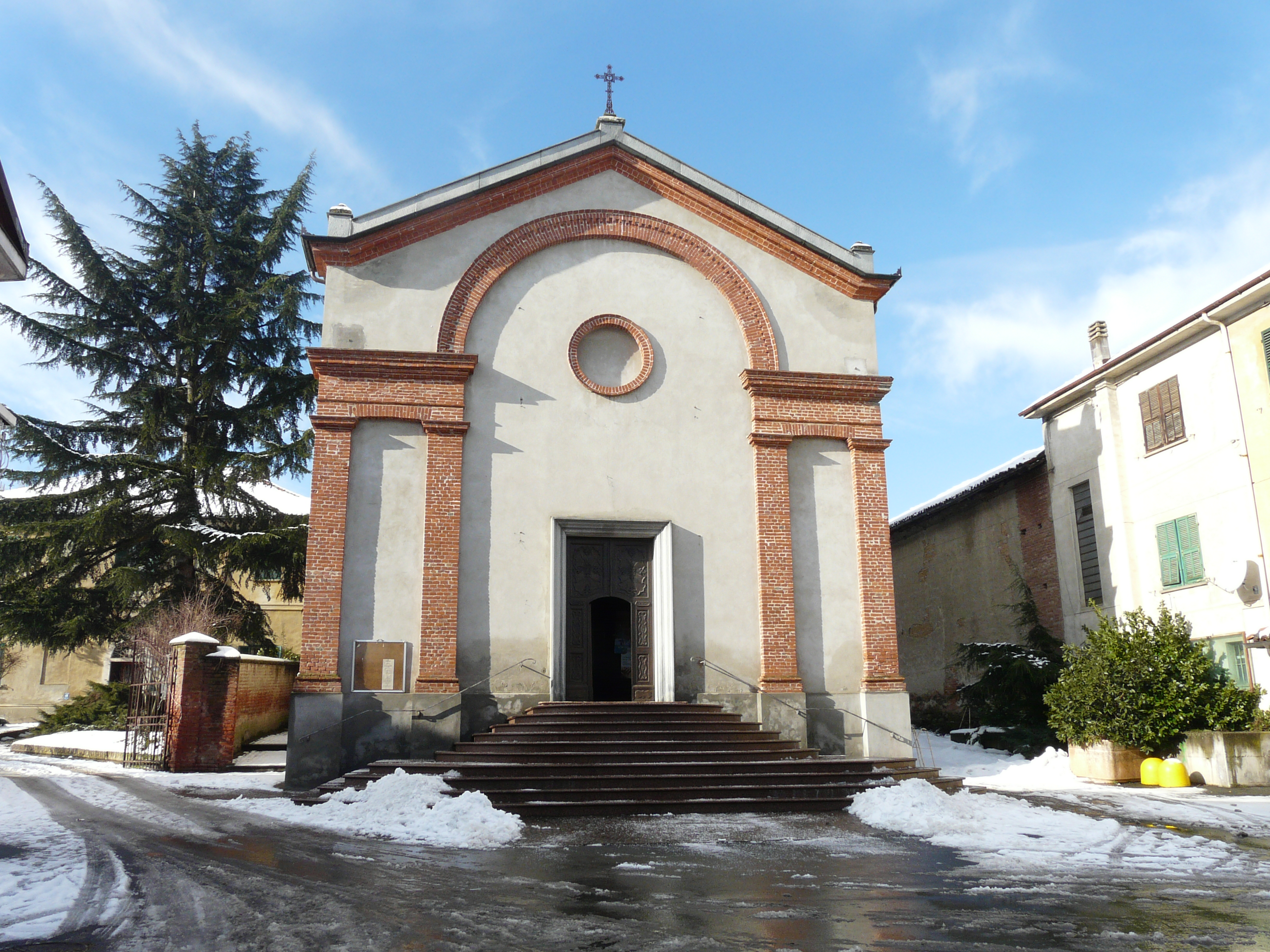
La chiesa parrocchiale della Natività di Maria Vergine
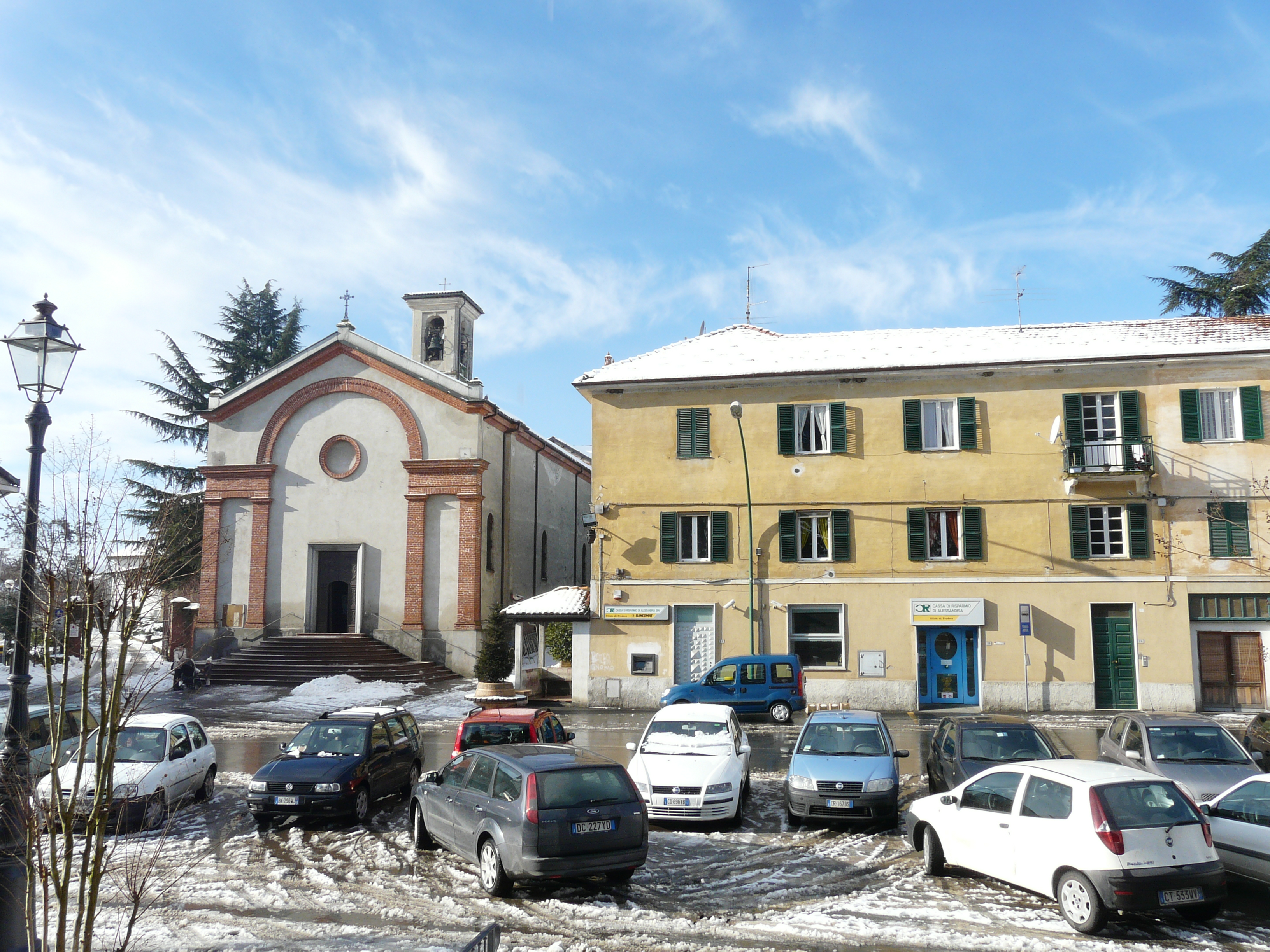
Piazza Matteotti
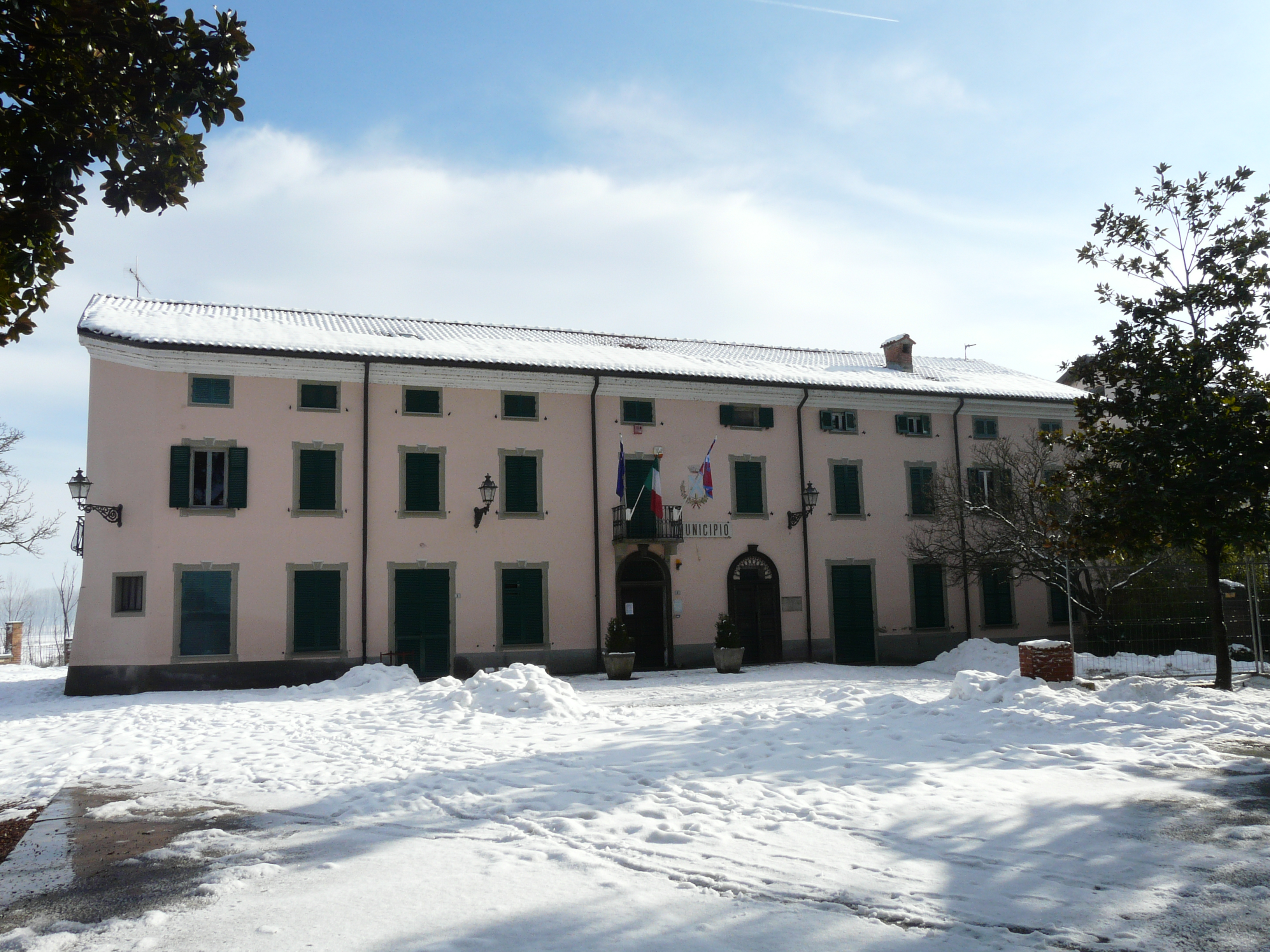
Il municipio (ex casa Mazza, sul sedime del castello)
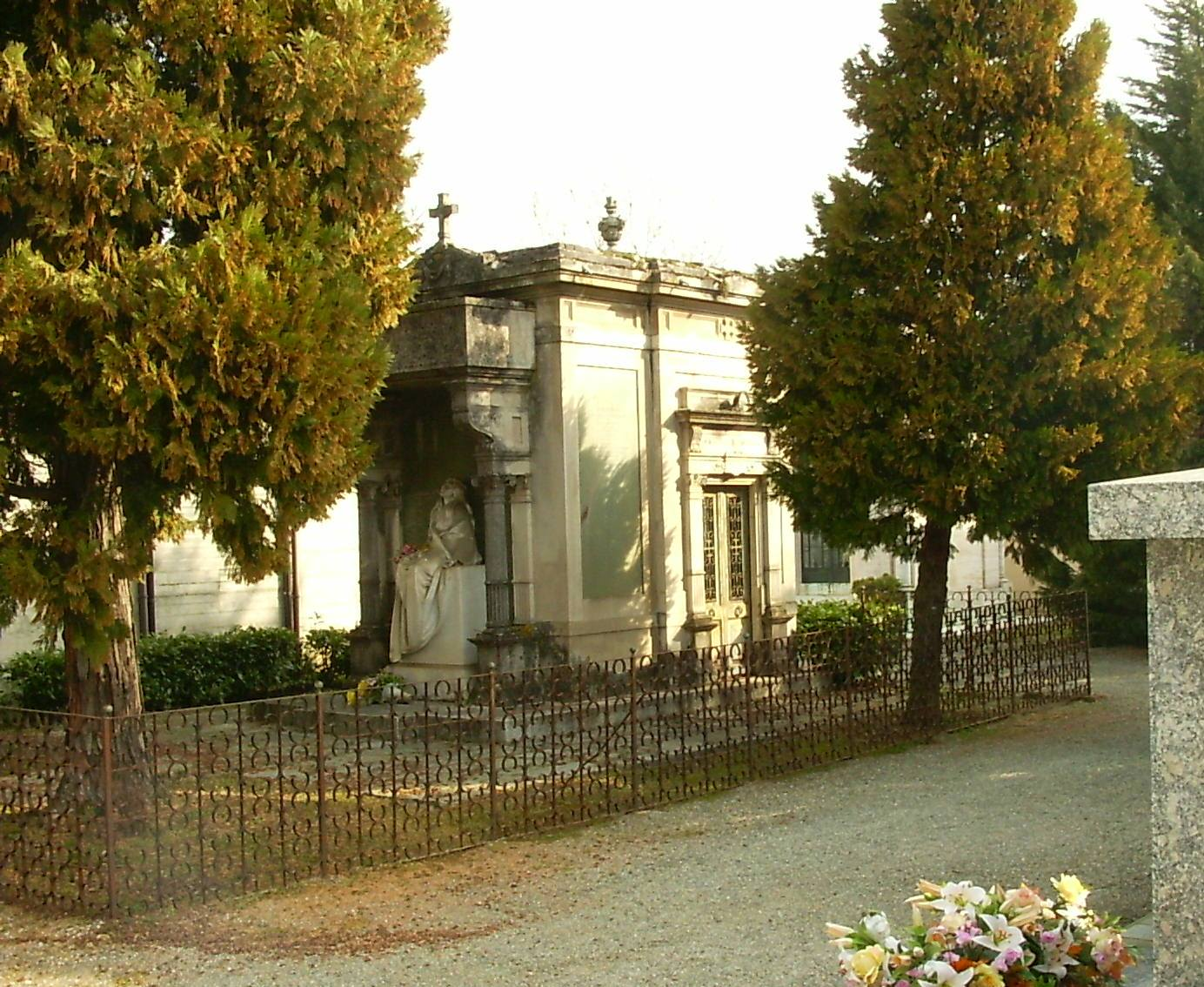
Predosa. Cimitero. Cappella Mazza